# Cize (Jura)
Cize és un municipi francès situat al departament del Jura i a la regió de Borgonya - Franc Comtat. L'any 2007 tenia 821 habitants.

## Demografia

### Població
El 2007 la població de fet de Cize era de 821 persones. Hi havia 340 famílies de les quals 72 eren unipersonals (20 homes vivint sols i 52 dones vivint soles), 144 parelles sense fills, 104 parelles amb fills i 20 famílies monoparentals amb fills.
La població ha evolucionat segons el següent gràfic:
Habitants censats

### Habitatges
El 2007 hi havia 374 habitatges, 345 eren l'habitatge principal de la família, 10 eren segones residències i 19 estaven desocupats. 342 eren cases i 32 eren apartaments. Dels 345 habitatges principals, 300 estaven ocupats pels seus propietaris, 39 estaven llogats i ocupats pels llogaters i 6 estaven cedits a títol gratuït; 1 tenia una cambra, 12 en tenien dues, 29 en tenien tres, 93 en tenien quatre i 210 en tenien cinc o més. 298 habitatges disposaven pel capbaix d'una plaça de pàrquing. A 154 habitatges hi havia un automòbil i a 175 n'hi havia dos o més.

### Piràmide de població
La piràmide de població per edats i sexe el 2009 era:
| Homes | Edats   | Dones |
| ----- | ------- | ----- |
| 0     | 95 o +  | 4     |
| 0     | 90 a 94 | 0     |
| 8     | 85 a 89 | 0     |
| 0     | 80 a 84 | 8     |
| 16    | 75 a 79 | 20    |
| 12    | 70 a 74 | 32    |
| 16    | 65 a 69 | 16    |
| 20    | 60 a 64 | 16    |
| 36    | 55 a 59 | 24    |
| 36    | 50 a 54 | 56    |
| 56    | 45 a 49 | 48    |
| 24    | 40 a 44 | 44    |
| 24    | 35 a 39 | 16    |
| 24    | 30 a 34 | 28    |
| 12    | 25 a 29 | 16    |
| 24    | 20 a 24 | 12    |
| 36    | 15 a 19 | 36    |
| 12    | 10 a 14 | 20    |
| 28    | 5 a 9   | 12    |
| 16    | 0 a 4   | 16    |

## Economia
El 2007 la població en edat de treballar era de 537 persones, 351 eren actives i 186 eren inactives. De les 351 persones actives 328 estaven ocupades (178 homes i 150 dones) i 23 estaven aturades (9 homes i 14 dones). De les 186 persones inactives 101 estaven jubilades, 32 estaven estudiant i 53 estaven classificades com a «altres inactius».

### Ingressos
El 2009 a Cize hi havia 340 unitats fiscals que integraven 819,5 persones, la mediana anual d'ingressos fiscals per persona era de 18.819 €.

### Activitats econòmiques
Dels 18 establiments que hi havia el 2007, 3 eren d'empreses de fabricació d'altres productes industrials, 2 d'empreses de construcció, 5 d'empreses de comerç i reparació d'automòbils, 1 d'una empresa de transport, 2 d'empreses d'hostatgeria i restauració, 2 d'empreses financeres, 2 d'entitats de l'administració pública i 1 d'una empresa classificada com a «altres activitats de serveis».
Dels 4 establiments de servei als particulars que hi havia el 2009, 1 era un taller de reparació d'automòbils i de material agrícola, 1 lampisteria i 2 restaurants.
L'únic establiment comercial que hi havia el 2009 era una carnisseria.

## Equipaments sanitaris i escolars
El 2009 hi havia una escola elemental integrada dins d'un grup escolar amb les comunes properes formant una escola dispersa.

## Poblacions més properes
El següent diagrama mostra les poblacions més properes.